# Christa Vladyka

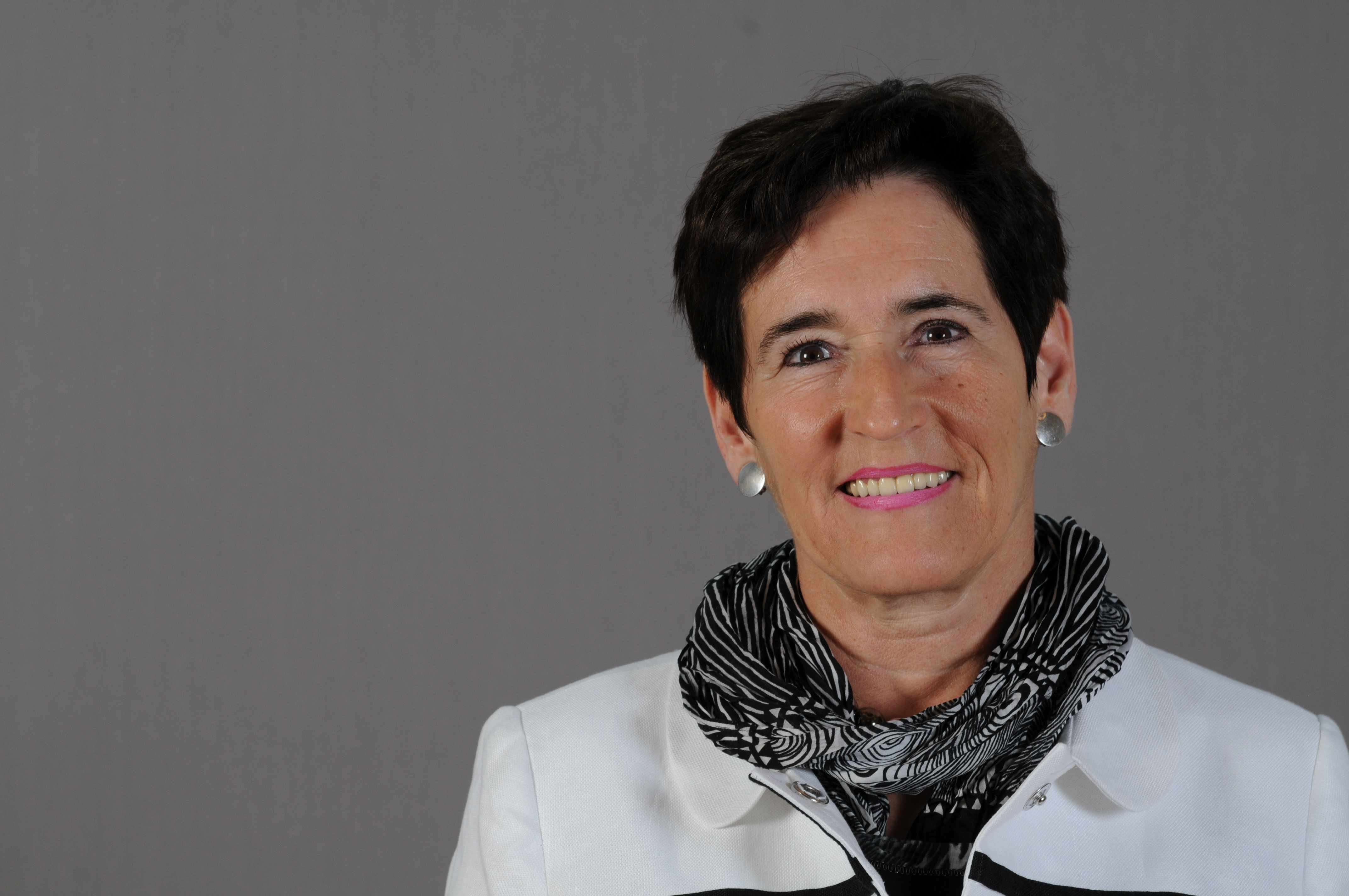
Christa Vladyka (2013)

Christa Vladyka (* 4. Dezember 1955 in Köflach) ist eine österreichische Politikerin (SPÖ). Vladyka war von 1996 bis 2008 Abgeordnete zum Landtag von Niederösterreich sowie von 2008 bis 2009 Mitglied des Bundesrates und war von 2009 bis 2018 erneut Abgeordnete zum Landtag.

## Ausbildung und Beruf
Vladyka besuchte von 1962 bis 1966 die Volksschule in Köflach und absolvierte in der Folge bis 1970 die örtliche Hauptschule. Danach wechselte sie von 1970 bis 1971 die Hauswirtschaftsschule in Maria Lankowitz und erlernte danach von 1971 bis 1974 den Beruf der Bürokauffrau. Vladyka war zwischen 1974 und 1976 als Büroangestellte der Siemens AG Wien beschäftigt, wobei sie ein Jahr im Karenzurlaub verbrachte. Im Anschluss arbeitete sie zwischen 1976 und 1983 als Büroangestellte für die Firma Wünschek Dreher und war danach von 1983 bis 2006 Büroangestellte bei der SPÖ-Bezirksorganisation Bruck an der Leitha.

## Politik
Vladyka begann ihre politische Karriere im Gemeinderat von Bruck an der Leitha, dem sie zwischen 1985 und 1992 angehörte. Danach stieg sie 1992 zur Stadträtin auf, war zwischen 1995 und 1999 Vizebürgermeisterin und von 1999 bis 2000 Bürgermeisterin von Bruck an der Leitha. Danach zog sie sich wieder auf das Amt einer Stadträtin zurück, nachdem die SPÖ ihre Mehrheit im Gemeinderat verloren hatte. Nach dem Wahlsieg 2005 übernahm Vladyka erneut das Amt der Bürgermeisterin, das sie 2009 endgültig zurücklegte.
Neben ihrem lokalpolitischen Engagement war Vladyka zwischen dem 25. Jänner 1996 und dem 10. April 2008 Abgeordnete zum Niederösterreichischen Landtag, bevor sie zwischen dem 10. April 2008 und dem 30. September 2009 das Amt einer Bundesrätin übernahm. Nach dem Mandatsverzicht von Karin Kadenbach wechselte Vladyka am 1. Oktober 2009 wieder in den Landtag. Vladyka ist zudem seit 1992 Bezirksfrauenvorsitzende der SPÖ Bruck an der Leitha und seit 1999 Bezirksparteivorsitzende der SPÖ Bruck an der Leitha. Nach der Landtagswahl in Niederösterreich 2018 schied sie aus dem Landtag aus.

## Auszeichnungen
- 2006: Großes Silbernes Ehrenzeichen für Verdienste um die Republik Österreich[2]
- 2019: Goldenes Komturkreuz des Ehrenzeichens für Verdienste um das Bundesland Niederösterreich[3]
- Bronzene Verdienstmedaille vom Roten Kreuz
- 2024: Viktor-Adler-Plakette[4]